# Ctenus cochinensis
Ctenus cochinensis är en spindelart som beskrevs av Gravely 1931. Ctenus cochinensis ingår i släktet Ctenus och familjen Ctenidae. Inga underarter finns listade i Catalogue of Life.